# Memnonia fraterna
Memnonia fraterna är en insektsart som beskrevs av Ball 1900. Memnonia fraterna ingår i släktet Memnonia och familjen dvärgstritar. Inga underarter finns listade i Catalogue of Life.